# تارا (فیلم)
تارا با نام سابق لحظه‌ای و دیگر هیچ فیلمی به کارگردانی و نویسندگی کاوه قهرمان و تهیه‌کنندگی سید غلامرضا موسوی محصول سال ۱۳۹۸ است. این فیلم در سی و نهمین دوره جشنواره فیلم فجر حضور داشت.